# Puerto Cisnes
Puerto Cisnes ist der Hauptort der Gemeinde Cisnes in der Región de Aysén in Süd-Chile.
Das Verwaltungszentrum ist Puerto Cisnes an der Mündung des Río Cisnes in den Puyuguapi-Kanal gegenüber der Isla Magdalena, von dem sie durch den Moraleda-Kanal getrennt ist. Erste Siedler kamen im 19. Jahrhundert nach Puerto Cisnes. Heute ist es mit etwa 5000 Einwohnern die bevölkerungsreichste Siedlung in der Kommune Cisnes.
Puerto Cisnes liegt etwa 30 Kilometer von der Carretera Austral, der Hauptstraße der Region, entfernt. Dort befinden sich unter anderem auch eine Polizeistation und Feuerwehr.